# فرنسيس كاريون دي فيرو
فرنسيس كاريون دي فيرو (بالإسبانية: Fanny Carrión)‏ (1936)؛ كاتِبة وشاعرة إكوادورية. درست في جامعة كاليفورنيا.

## الجوائز
- برنامج فولبرايت